# Prostemmiulus iuloides
Prostemmiulus iuloides är en mångfotingart som beskrevs av Loomis 1941. Prostemmiulus iuloides ingår i släktet Prostemmiulus och familjen Stemmiulidae. Inga underarter finns listade i Catalogue of Life.